# اچ‌ام‌اس کامت (اچ۰۰)
اچ‌ام‌اس کامت (اچ۰۰) (به انگلیسی: HMS Comet (H00)) یک کشتی بود که طول آن ۳۲۹ فوت (۱۰۰٫۳ متر) بود. این کشتی در سال ۱۹۳۱ ساخته شد.